# Deuxième chaîne de l'ORTF
La deuxième chaîne de l’ORTF ou ORTF Télévision 2 lancée officiellement le 10 septembre 1959 uniquement à Paris puis le 25 juillet 1964 sur le plan national sous la dénomination deuxième chaîne de la RTF, laquelle devient la « deuxième chaîne couleur de l'ORTF » le 1er octobre 1967, est une chaîne de télévision généraliste nationale française de l'Office de radiodiffusion-télévision française (ORTF) diffusée jusqu'au 6 janvier 1975.
Historiquement lancée en septembre 1959 à Paris sous le nom RTF Télévision 2, la deuxième chaîne publique nationale prend la dénomination d'Antenne 2 en 1975 lors de l'éclatement de l'ORTF puis, après la constitution du nouveau groupe public France Télévisions en 1992, elle devient France 2.
Après une série d'expérimentations du standard technique couleur SÉCAM réalisées en télédiffusion entre 1961 et 1966, la deuxième chaîne est la première télévision nationale française à adopter officiellement la couleur et ce format en 1967, alors que la première chaîne historique et publique ORTF 1 ne va pouvoir commencer sa télédiffusion en couleur qu'à partir de 1975, en adoptant la dénomination TF1.
La « deuxième chaîne » s'ajoute à la première chaîne de la RTF lancée en 1949 (laquelle devient TF1 en 1975) et est complétée, en décembre 1972, par la troisième chaîne couleur de l'ORTF, devenue successivement France Régions 3 (FR3) en 1975 et France 3 en 1992.

## Histoire de la chaîne
La deuxième chaîne de télévision publique française débute provisoirement ses émissions, dans un premier temps sur la région parisienne et depuis l'émetteur de la tour Eiffel, le 10 septembre 1959, sur le canal 12 de la bande III (VHF) puis sur le canal numéro 10 et à la norme 819 lignes mais ces retransmissions s'avèrent techniquement peu concluantes et se poursuivent à partir de 1960 mais désormais sur la bande IV (UHF) et à la norme 625 lignes comme l'ont déjà évoqué la presse et certains observateurs. 
Au cours de l'année 1960, Henri de France abandonne la norme E à 819 lignes mal adaptée au standard couleur SÉCAM alors que la future deuxième chaîne nationale française choisit officiellement la norme européenne à 625 lignes, développée en Russie à la fin des années 1940. Le 20 décembre 1961, le premier émetteur 625 lignes au standard couleur SECAM est installé sur la tour Eiffel à Paris et commence à diffuser des émissions expérimentales en couleur. Il préfigure la future deuxième chaîne nationale publique française.
Le 16 mai 1963, la tour Eiffel permet au puissant émetteur de 100 kilowatts de la Deuxième chaîne de la RTF, de diffuser un programme en couleur SECAM sur le canal 22, en UHF. En juillet 1963, la deuxième chaîne RTF diffuse pour la première fois plusieurs émissions, dont des mires en couleur ainsi que la légendaire photographie du visage souriant de « la Niçoise ». 
La loi no 64-621 du 27 juin 1964 remplace la Radiodiffusion-télévision française (RTF) par l'Office de radiodiffusion télévision française (ORTF) dont le statut gagne en autonomie en n'étant plus placée que sous la tutelle du ministère de l'Information afin de contrôler le respect de ses obligations de service public. La loi entre en fonction le 25 juillet 1964 entrainant le changement de nom de RTF Télévision 2 en ORTF Télévision 2, plus communément appelée deuxième chaîne de l'ORTF. La deuxième chaîne n'est alors reçue que par 20 % des Français et son audience en souffre grandement. Les services techniques de l'Office mettent tout en œuvre pour poursuivre l'extension de son réseau de diffusion UHF à l'émetteur du mont Pilat fin octobre 1964, puis à celui du Puy-de-Dôme fin décembre, suivis de ceux de Caen, du pic de l'Ours et du pic du Midi en 1965.
Au printemps 1967, Jacques Thibau est chargé d'un plan de relance visant à donner aux programmes de la deuxième chaîne de l'ORTF plus de cohérence et d'attractivité. Les soirées sont alors organisées autour d'un thème et de nouvelles émissions sont mises à l'antenne comme Les Dossiers de l'écran. Le 15 septembre 1967, la deuxième chaîne est dotée d'un journal télévisé avec 24 heures actualités placé sous la direction de Louis Roland Neil.

## Expérimentation de la télédiffusion en couleur
Depuis la fin des années 1950, le service de la recherche de la RTF devenue l'ORTF, se penche sur les différents procédés de transmission télévisée en couleur. Le codage couleur français au standard SECAM IIIB norme L à 625 lignes, inventé par l'ingénieur Henri de France est définitivement choisi après de multiples expérimentations en 1966 pour entrer en exploitation commerciale en juin 1967. 
Pour ne pas subir l'adoption du standard de télévision couleur nord-américain NTSC, le 25 mai 1956, l'ingénieur français Henri de France dépose un premier brevet du standard couleur SECAM. Durant plusieurs années, il tente de l'associer à la norme haute définition noir et blanc française en 819 lignes. Mais au cours de l'année 1960, Henri de France abandonne ces développements alors que la future deuxième chaîne nationale française choisit officiellement la norme européenne à 625 lignes.
Entre 1960 et 1967 où la télédiffusion en couleur est officiellement exploitée pour la deuxième chaîne nationale française, plusieurs étapes marquent son développement.
Le 20 décembre 1961, le premier émetteur 625 lignes au standard couleur SECAM est installé sur la tour Eiffel à Paris et commence à diffuser des émissions expérimentales en couleur. Il préfigure la future deuxième chaîne nationale publique française.
Le 16 mai 1963, la tour Eiffel permet au puissant émetteur expérimental (100 kilowatts) de la deuxième chaîne RTF ou RTF Télévision 2, de diffuser un programme en couleur SECAM sur le canal 22 en UHF. En juillet 1963, la deuxième chaîne RTF encore expérimentale, diffuse pour la première fois en couleur SECAM, plusieurs mires en couleur ainsi que la légendaire photographie du visage souriant de « la Niçoise ».
Le 13 septembre 1963, la RTF procède à une expérimentation publique de télédiffusion en SECAM. 
La deuxième chaîne émet un premier programme de façon expérimentale en noir et blanc, dès le 21 décembre 1963. La diffusion s'opère sur le canal 22 UHF de l'émetteur de la tour Eiffel, relayé simultanément sur la première chaîne, afin de permettre aux téléspectateurs encore peu équipés de postes récepteurs UHF de la découvrir. La diffusion du programme quotidien régulier débute le 18 avril 1964 à 19h, date et heure de son inauguration officielle, sur les émetteurs de Paris-tour Eiffel et Lyon-Fourvière, puis sur celui de Bouvigny à la fin mai et de Marseille à la fin juin.
En 1964, le standard couleur SECAM est officiellement adopté par la France et l'Union soviétique. Les expérimentations quotidiennes en SECAM se poursuivent jusqu'au lancement commercial sur la deuxième chaîne de l'ORTF.
Ainsi, le dimanche 1er octobre 1967 à 14 h 15, le ministre de l'information Georges Gorse, entouré du directeur de l'équipement et de l'exploitation Claude Mercier, du Directeur Général de l'ORTF Jacques-Bernard Dupont et du directeur de la télévision Emile Biasini, inaugurent depuis le studio 13 des Buttes Chaumont le passage à la couleur de la deuxième chaîne de l'ORTF, sous le nom de deuxième chaîne couleur de l'ORTF. Cette présentation de la télévision en couleur se poursuit avec l'émission Arc en ciel, constituée d'un reportage sur des parachutistes de l'armée de l'air aux parachutes très colorés, commenté par Pierre Tchernia et filmé par Alexandre Tarta et Jacques Dubourg, suivi d'un spectacle Marcel Amont filmé par Jean-Christophe Averty. Une importante partie des programmes de la deuxième chaîne est alors transmise en couleur, d'abord douze heures par semaine, y compris les actualités télévisées. Le premier grand évènement retransmis en couleur par l'ORTF sur la deuxième chaîne sont les Jeux olympiques d'hiver de 1968 à Grenoble diffusés en direct du 6 au 18 février 1968 et dont les images sont visibles par cinq à six cents millions de téléspectateurs de par le monde.

## Libéralisation de l'audiovisuel
En 1969, le nouveau premier ministre Jacques Chaban-Delmas organise un plan de libéralisation de l'audiovisuel qui supprime le ministère de l'Information et sa tutelle sur l'Office en juin 1969. Son application amène la mise en place sur chaque chaîne de télévision, le 16 septembre 1969, d'unités autonomes d'information dont les directeurs, nommés pour une durée déterminée, peuvent librement choisir les journalistes et utiliser sous leur seule autorité les moyens mis à leur disposition, la qualité des productions et l'objectivité de l'information devant trouver leur meilleure garantie dans le talent, la liberté, l'émulation de la conscience professionnelle des journalistes. Jacqueline Baudrier est nommée à la direction de l'information de le deuxième chaîne couleur, crée une rédaction et met à l'antenne 24 heures sur la Deux le 3 novembre 1969 présenté par Léon Zitrone et Michel Péricard. En avril 1970, les actualités régionales sont proposées simultanément sur la première et la deuxième chaîne sur les émetteurs reçus dans deux régions voisines (par exemple à Niort, émission Télé-Limoges-Centre-Ouest sur la Une, et à Nantes Télé Loire-Océan sur la Deux). Sur les autres émetteurs (Paris, Bordeaux, Dijon…) des dessins animés pour enfants sont proposés, créant une disparité mal perçue dans les régions ne recevant pas ce programme. La publicité « de marque » est introduite sur la deuxième chaîne couleur en janvier 1971 et sa commercialisation est assurée par la Régie française de publicité, filiale de l'ORTF.
Le 3 juillet, la loi no 72-553 sur le statut de l'ORTF entraîne une réorganisation de la direction des chaînes en deux régies de chaîne décentralisées et distinctes et plafonne les ressources publicitaires à 25 %. Il s'ensuit le 11 septembre 1972 une réorganisation des unités d'information créées en 1969 sur chacune des chaînes et qui sont désormais intégrées à la direction des nouvelles régies. Les directions des unités d'information disparaissent de fait. Ainsi, la rédaction de 24 heures sur la Deux dirigée par Jacqueline Baudrier est transférée sur la première chaîne en remplacement d' Information Première, dont la rédaction, jugée trop indépendante par le pouvoir, est limogée. Une partie des anciens journalistes d'Information Première (Jean-Michel Desjeunes, Alexandre Baloud, Jean-Pierre Elkabbach, etc.) migrent alors sur la deuxième chaîne couleur sur laquelle Jean-Pierre Elkabbach et Jean-Claude Héberlé créent une nouvelle rédaction, baptisée INF2, où débutent Gérard Holtz, Daniel Bilalian, Danièle Breem, Pierre Serra, Gérard Sebag ou Alain Doubesky.

## Nouvelle concurrence en 1973: la troisième chaîne
Les actualités régionales sont diffusées simultanément sur la première, la deuxième et la troisième chaîne également en couleur, nouvellement créée à partir du 31 décembre 1972. En 1973, le choc pétrolier contraint les émissions à s'arrêter à 23 h pour cause d'économie d'énergie.
Sur une idée de son président, Marceau Long, l'ORTF organise le 10 mai 1974 pour la première fois à la télévision et hors du cadre rigide de la campagne officielle, un débat entre les deux candidats au second tour de l’élection présidentielle, Valéry Giscard d’Estaing et François Mitterrand, arbitré par Jacqueline Baudrier et Alain Duhamel et diffusé simultanément et en direct sur la première chaîne et la deuxième chaîne.

## Suppression de l'ORTF
La loi du 7 août 1974 modifie la gestion de l'audiovisuel public français. L’article 2 dispose : « l’office de la radio-télévision française est supprimé ». L'office est donc démantelé le 31 décembre 1974 et sept sociétés résultent de ce démantèlement; une société holding regroupant le tout ayant été envisagée mais non retenue. 
Cette réforme a pour effet immédiat, de changer la dénomination des chaînes de télévision publiques. La Deuxième chaîne ORTF devient dès lors, Antenne 2.
La deuxième chaîne ferme son antenne le lundi 6 janvier 1975 à 0 h 55 après la diffusion du Ciné-Club et laisse la place le même jour à la nouvelle société nationale de programme Antenne 2.

## Identité visuelle
L'indicatif d'ORTF Télévision 2, qui est mis à l'antenne le 25 juillet 1964, est une version à peine retouchée de celui de RTF Télévision 2 dans lequel les ellipses forment le nouveau logo de la deuxième chaîne de l'ORTF, identique à celui de la première chaîne de l'ORTF qui reprend le logo de la RTF Télévision auquel s'adjoint une quatrième initiale en son centre (le O) formant une ellipse verticale surmontée du chiffre 2.
Cet indicatif passe à la couleur en même temps que la chaîne et subit de légères modifications au niveau du logo et du thème musical, puis est remplacé en 1972 par un nouvel indicatif d'ouverture d'antenne, formé d'un kaléidoscope de couleurs évoquant différentes mires de calibrages de la couleur sur les récepteurs de télévision et reprenant le thème musical du premier indicatif d'ouverture.
La musique d'ouverture et de fermeture de la chaîne est repris de RTF Télévision 2.

### Logos

Logo de la deuxième chaîne de l'ORTF du 25 juillet 1964 au 1er octobre 1967.
Logo de la deuxième chaîne couleur de l'ORTF du 1er octobre 1967 au 30 janvier 1972.
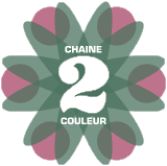
Logo de la deuxième chaîne couleur de l'ORTF du 31 janvier 1972 au 5 janvier 1975.[N 1]

## Organisation

### Capital
La deuxième chaîne de l'ORTF est une régie de l'Office de radiodiffusion télévision française, établissement public à caractère industriel et commercial dont le capital est détenu à 100 % par l'État.

### Siège
La direction générale de l'Office de radiodiffusion télévision française siège à la « Maison » de l'ORTF au 116 avenue du Président-Kennedy, dans le 16e arrondissement de Paris.
Ces locaux sont toutefois mal adaptés aux nécessités de la télévision, qui reste finalement dans son berceau historique du Centre Alfred-Lelluch au 13-15 rue Cognacq-Jay dans le 7e arrondissement de Paris, bâtiment de huit étages qui abrite la direction des chaînes de télévision, les studios, régies et locaux techniques. La télévision dispose tout de même de deux studios de télévision situés au rez-de-chaussée de la Maison de l'ORTF, et notamment le mythique studio 102 aussi baptisé le « Théâtre 102 », ainsi que le studio 101 dans lequel est organisé notamment le « duel » présidentiel de 1974.
L'ORTF peut compter également sur un important troisième lieu de production, les studios des Buttes Chaumont (aujourd'hui démolis) situés au 36, rue des Alouettes dans le 19e arrondissement de Paris, qui abritent les plus grands studios de la télévision française; le studio 15 comprend une superficie de 670 m2. Des grandes émissions de divertissement ou des dramatiques y sont produites, avec ses propres ateliers décors. Au démantèlement de l'ORTF en 1974, le lieu est attribué à la Société française de production (SFP).

## Programmes
Dès 1967, les soirées de la deuxième chaîne sont organisées autour d'un thème, et de nouvelles émissions sont mises à l'antenne comme Les Dossiers de l'écran d’Armand Jammot qui débute le jeudi 6 avril 1967 ou Monsieur Cinéma, la nouvelle émission du lundi de Pierre Tchernia sur l'actualité du cinéma qui débute en septembre. Le 15 septembre 1967, la deuxième chaîne se dote d'un journal télévisé avec 24 heures actualités placé sous la direction de Louis Roland Neil. Le 10 octobre, la deuxième chaîne diffuse la série américaine Mission impossible. Les Shadoks, série animée de Jacques Rouxel et René Borg, arrivent à l'antenne le 29 avril 1968.
Le 19 mai 1970, Armand Jammot lance le premier magazine régulier de l’après-midi à la télévision française avec Aujourd’hui Madame qui ouvre les programmes de la chaîne chaque jour de la semaine à 14 h 30. Les programmes s'interrompent ensuite pour ne reprendre qu'à 19 h avec les Actualités régionales, suivies de l'émission pour enfants Colorix à 19 h 20, puis, dès janvier 1972, Des chiffres et des lettres à 19 h 30 juste avant le journal télévisé diffusé à 20 h.
En 1971, Marc Gilbert présente Italiques et recrute Jean-Jacques Brochier, Max-Pol Fouchet, Georges Walter, Jacques Legris, Jean Ferniot et Marc Ullmann, comme chroniqueurs de l'émission, avant que le générique soit modifié, le 19 janvier 1973. Ennio Morricone fait la musique et Jean-Michel Folon crée un dessin animé où des personnages bleus s'envolent avec les livres.
La nomination d'Arthur Conte comme PDG de l'Office en 1972 marque un tournant dans la programmation de la deuxième chaîne couleur, puisque celui-ci se donne pour objectif de « faire éclore les forces de la joie et de la chanson ». Les variétés occupent alors une place plus large dans les programmes, avec de grandes émissions en direct des studios des Buttes-Chaumont comme Cadet Rousselle de Guy Lux, Top à... des Carpentier ou Le Grand Échiquier que Jacques Chancel lance le 12 janvier 1972 et qui s'arrêtera en 1989 sur A2.
Les grands feuilletons en couleur de l'ORTF débarquent sur la deuxième chaîne au début des années 1970. Arsène Lupin ouvre le bal le 18 mars 1971, suivi des Rois maudits du 21 décembre 1972 au 24 janvier 1973, réalisé par Claude Barma et adapté de l'œuvre de Maurice Druon par Marcel Jullian, puis des Brigades du Tigre le 21 décembre 1974.

### Émissions
- La Caméra invisible : émission humoristique présentée par Jean Poiret, Pierre Bellemare, Jean-Paul Rouland et Jacques Rouland à partir du 30 avril 1964.
- Italiques : émission littéraire présentée par Marc Gilbert de 1971 à 1974[22].
- Le Grand Échiquier : émission de variétés présentée par Jacques Chancel de 1972 à 1989.
- Les Dossiers de l'écran : magazine de société présentée par Joseph Pasteur puis par Alain Jérôme du 6 avril 1967 au 8 août 1991.
- Monsieur Cinéma : émission de cinéma présentée par Pierre Tchernia et Jacques Rouland du 2 septembre 1967 à 1972.
- Le Monde Merveilleux de la Couleur : émission américaine de Walt Disney de 1968 à 1977.

### Séries
Voici une liste de séries, classées par origine et ordre de diffusion, qui ont été diffusées sur la deuxième chaîne de l'ORTF :
Séries françaises
- 22, avenue de la Victoire (17 octobre 1965)
- Les Shadoks (29 avril 1968)
- Colargol (9 novembre 1970)
- Arsène Lupin (18 mars 1971)
- Oum le dauphin blanc (1971)
- La Demoiselle d'Avignon (8 janvier 1972)
- Les Rois maudits (21 décembre 1972)
- Les Maudits Rois fainéants (1973)
- Le Dessous du ciel (11 octobre 1974)
- Ardéchois cœur fidèle (22 novembre 1974)
- Les Brigades du Tigre (21 décembre 1974)

Séries américaines
- Le Virginien (9 janvier 1966)
- Flipper le dauphin (13 novembre 1966)
- Des agents très spéciaux (14 janvier 1967)
- Les Mystères de l'Ouest (9 avril 1967)
- Batman (29 avril 1967)
- Le Fugitif (1er octobre 1967)
- Mission impossible (10 octobre 1967)
- Au cœur du temps (29 octobre 1967)
- Sur la piste du crime (14 avril 1968)
- Max la Menace (8 septembre 1968)
- La Grande Vallée (27 octobre 1968)
- Le Cheval de fer (27 avril 1969)
- Le Grand Chaparral (2 août 1970)
- Les Bannis (1er novembre 1970)
- Lassie (13 septembre 1972)
- Anna et le Roi (mars 1973)
- Kung Fu (13 avril 1974)

Séries britanniques
- Sir Francis Drake, le corsaire de la reine
- Le Saint
- Ici Interpol
- Chapeau melon et bottes de cuir (4 avril 1967)
- Alias le Baron (7 octobre 1967)
- Le Prisonnier (18 février 1968)
- Amicalement vôtre (3 octobre 1972)

### Présentateurs et animateurs
- Pierre Bellemare (1964-1971)
- Philippe Bouvard (1971-1975)
- Yves Courrière (1967-1968)
- Jacques Chancel (1971-1975)
- Virginia Crespeau (1974-1975)
- Fabien Buhler (1972-1975)
- Christine Fabréga (1965-1970)
- Max Favalelli (1966-1970/1972-1975)
- Marc Gilbert (1971-1974)
- André Harris (1965-1968)
- Alain Jérôme (1967-1975)
- Patrice Laffont (1972-1975)
- François de La Grange (1969-1975)
- Pierre Sabbagh (1968-1970)
- Guy Lux (1971-1973)
- Joseph Pasteur (1967-1975)
- Claude-Jean Philippe (1971-1975)
- Michel Polac (1966-1971)
- Christian Quidet (1972-1975)
- Jacques Rouland (1964-1972)
- Alain de Sédouy (1965-1968)
- Pierre Tchernia (1964-1972)

### Journalistes
- Alexandre Baloud (1972-1975)
- Jérôme Bellay
- Daniel Bilalian (1972-1975)
- Danièle Breem
- Jean-Marie Cavada
- François de Closets
- Jean-Michel Desjeunes (1972-1975)
- Alain Doubesky (1972-1975)
- Jean-Pierre Elkabbach (1972-1975)
- Philippe Harrouard
- Jean-Claude Héberlé (1972-1975)
- Gérard Holtz (1972-1975)
- Jacques Idier
- Emmanuel de La Taille
- Jean Lefèvre
- Pierre Lescure
- Michel Meyer
- Stéphane Paoli
- Gérard Sebag
- Jacques Ségui
- Pierre Serra

### Speakerines
- Chantal Alban[23] (fin 1963-1968)
- Sylvette Cabrisseau (1969-1970)
- Michelle Demai (1964-1975)
- Catherine Langeais (1971-1975)
- Denise Fabre (1964-1971)
- Renée Legrand (1964-1975)
- Claudie Lemeret (1971-1975)

## Diffusion
La deuxième chaîne de l'ORTF est diffusée, depuis son inauguration fin 1963, en noir et blanc au standard de 625 lignes UHF sur le second réseau national analogique hertzien par la régie de diffusion de l'ORTF.
Sa norme de diffusion passe au standard SECAM IIIB norme L à 625 lignes le 1er octobre 1967 à 14 h 15.
La chaîne a exploité le canal 2 en France.